# Single Ladies (Put a Ring on It)
Pour les articles homonymes, voir Single Ladies (homonymie).
Singles de Beyoncé
If I Were a Boy
(2008) Halo
(2009)
Pistes de I Am... Sasha Fierce
Radio
(2) Sweet Dreams
(4)
Single Ladies (Put a Ring on It) est le deuxième single issu de l'album I Am... Sasha Fierce de l’artiste américaine Beyoncé. Il a été classé no 1 des 100 plus grands singles de l’année 2008 par le magazine Rolling Stone et no 2 sur la liste des meilleures chansons de 2008 par MTV. Il s’agit d’un tube à la fois musical et visuel qui est devenu instantanément un classique et qui se reconnaît désormais d’un simple petit geste de la main.[réf. nécessaire]
Cette œuvre a une dimension de manifeste dans la mesure où elle a été suivie d’un mouvement de reprise sans précédent. De plus, le phénomène qui l’accompagne vient mettre en évidence certaines évolutions amorcées par l’avènement de l’Internet participatif. Ainsi, selon Rick Sznajder du Toronto Star, Single Ladies est « un phénomène qui est devenu la première danse majeure du millénaire et de l’Internet. »

## La chanson
Dans la chanson écrite et composée par Christopher Stewart, Terius Nash et elle-même, Beyoncé évoque une rupture et regrette que son ancien compagnon ne lui ait pas demandé sa main.
Single Ladies est sorti au même moment que If I Were a Boy pour illustrer la dualité entre Beyoncé et son alter ego plus agressive, Sasha Fierce. Ces deux titres se trouvent en effet sur l’album I Am... Sasha Fierce qui se compose de deux disques : le premier représente Beyoncé et se compose de ballades (comme If I Were a Boy) alors que le second qui représente Sasha Fierce propose des morceaux plus rythmés (on y retrouve Single Ladies).
La chanson a une dimension participative dans la mesure où elle s’érige en hymne et exhorte toutes les filles célibataires (All the Single Ladies) à se mettre en avant (Put your hands up).

## Le clip
Le clip de Single Ladies a également été tourné en même temps que celui de If I Were a Boy. Ils sont tous deux en noir et blanc et réalisés par Jake Nava. Beyoncé a révélé que le budget alloué aux deux clips avait presque entièrement été dépensé pour If I Were a Boy et que les producteurs ont dû revoir à la baisse celui de Single Ladies.
Single Ladies ne répond pas aux codes habituels des clips. Il s’agit d’une chorégraphie menée par Beyoncé, ou plutôt Sasha Fierce, entourée de deux danseuses. Elles sont toutes trois en talons et vêtues de justaucorps noirs. Tout se passe dans le même temps et dans le même espace blanc. Il n’y a donc aucune histoire de développée et cela ne joue pas sur différents niveaux comme c’est le cas habituellement dans les clips, notamment de RN’B. Le clip a été tourné en une unique prise et chaque fois qu'elles se trompaient de pas dans la chorégraphie, Beyoncé et ses danseuses recommençaient tout au début à nouveau.
La chanteuse déclara que c'est le clip qui lui a coûté le moins cher mais qui a finalement été le plus iconique.
Le clip est un hommage au chorégraphe Bob Fosse. Il s’agit de la reprise de Mexican Breakfast interprété par Gwen Verdon au Ed Sullivan Show en 1969. Beyoncé a reconnu avoir été inspirée par cette vidéo après l’avoir vue sur YouTube.
Mais la chorégraphie créée par Frank Gatson et JaQuel Knight incorpore une autre référence : celle du J-setting, une danse répandue dans de nombreux clubs gays afro-américains des alentours d’Atlanta et jusqu’alors inconnue du grand public.

## Le phénomène
Le clip a été diffusé à partir du début du mois d’octobre 2008. Quelques jours à peine après sa sortie des amateurs ont commencé à reproduire la chorégraphie visionnée sur Youtube, comme Beyoncé l’avait fait quelques mois plus tôt avec Bob Fosse, et à diffuser leurs vidéos. Petit à petit le phénomène s’est propagé et il y a aujourd’hui des milliers de vidéos d’amateurs qui reprennent le clip. Les internautes du monde entier se le sont appropriés. Le minimalisme du clip apparaît comme un ingrédient clef de ce phénomène de réappropriation.
Une grande partie de ces vidéos a été visionnée des centaines de milliers de fois et certaines ont même dépassé les 60 millions de vues en moins d’un an.
Par sa durée et son ampleur Single ladies est l’un des phénomènes musicaux les plus importants de l'année 2008. Il dépasse largement le simple buzz dans la mesure où il ne s’agit pas uniquement d’une vidéo visionnée par des millions de gens dans un moment très court mais d’une production continue de vidéos. Les internautes ne participent pas simplement en regardant et commentant mais surtout en devenant à leur tour créateurs.
Depuis que les clips existent nous cherchons à reproduire les attitudes et les chorégraphies de nos artistes préférés. Mais jusqu’à présent cela se faisait dans l’intimité de la chambre, face au miroir. Or, le phénomène Single Ladies vient mettre en lumière le remplacement de ce miroir par la webcam. On se filme pour se regarder performer et se comparer à l’original. Mais la webcam permet de conserver cette image et de la diffuser. Ainsi la webcam devient un miroir sans tain (si cher à la téléréalité) qui permet de se regarder tout en se donnant à voir à un public dont le regard nous échappe. Il permet donc à la fois de se protéger en restant dans son intimité tout en pouvant diffuser une partie de celle-ci. Ainsi, de l’autre côté du miroir, le lecteur vidéo de YouTube devient une fenêtre sur une part d’intimité du performer et en particulier sur une portion de son intérieur.
Tous les performers se créent une image en utilisant cette chorégraphie. Cela n’est pas sans rappeler le personnage que s’est constituée Beyoncé pour monter sur scène, Sasha Fierce...
Si le phénomène Single Ladies vient mettre en évidence ces évolutions il n’en est pas à la base puisque avant le clip de Beyoncé des chorégraphies, de Michael Jackson par exemple, avaient déjà été reprises de nombreuses fois par des internautes. Mais ce qui change avec Single ladies c’est que cela s’est joué dès la sortie du tube et que cela a pris une ampleur inégalée jusqu’alors, dépassant le cercle des fans.

### Shane Mercado
L’une des vidéos les plus populaires parmi toutes les reprises diffusées sur Internet est celle de Shane Mercado. Elle lui permet d’être repérée par le Bonnie Hunt Show qui lui propose d’interpréter en direct la chorégraphie. C’est un véritable succès qui lui donne la chance de rencontrer quelque temps plus tard Beyoncé.
Ainsi, il devient la figure qui incarne tous ces anonymes qui ont reproduit la chorégraphie. Car la télévision l’interroge, lui donne la parole : il n’est plus un simple anonyme.
Shane Mercado est ouvertement homosexuel et cela n’est pas anodin : Single Ladies a eu beaucoup d’impact dans les milieux homosexuels.[réf. nécessaire] On observe ainsi, grâce à la diffusion en masse du clip Single Ladies une réappropriation par une communauté homosexuelle élargie d’une danse issue d’un cercle homosexuel plus restreint, le J-setting.

### Au-delà d'Internet
La chanson a été incluse dans de nombreuses émissions et séries télévisées dont Fringe et Cougar Town et a été souvent citée dans d’autres comme Ugly Betty. La série Glee propose 3 reprises de la chanson et du clip dans un même épisode.
Justin Timberlake a également parodié le clip, durant l'émission américaine Saturday Night Live (SNL) dans laquelle Beyoncé était invitée, et ont fait un sketch sur le clip, Justin y dansant avec 2 autres comédiens du SNL.
Joe Jonas a parodié le clip, Pour la promotion de l'album des Jonas Brothers ((Lines, Vines and Trying Times)) en 2009 .
Une vidéo filmée par John Legend montre le président américain Barack Obama exécutant une petite partie de la danse alors qu’il parle de Beyoncé.
À Londres, 100 danseuses ont exécuté en même temps la chorégraphie le 20 avril 2009 pour promouvoir Trident Unwrapped, une marque de chewing gum.
Le clip a également été parodié dans une publicité pour Pot Noodle en Grande-Bretagne.
Dans le film Alvin et les Chipmunks 2 (2009), les Chipettes reprennent la chanson.
Dans le second opus de Sex and the City (27 mai 2010), Liza Minnelli reprend elle aussi la chanson et la chorégraphie du clip.
Dans le générique de Tamagotchi Life, Mametchi, Memetchi et Kuchipatchi reprennent eux aussi la chorégraphie du clip.
Dans le film Warioware : Le film, la chanson se déroule quand Ashley et ses amis font des bêtises.

## Ventes
Single Ladies débute à la 72e place du Billboard Hot 100 le 1er novembre 2008. Le 6 décembre 2008, elle passe de la 28e à la 2de place et atteint la première place du Hot Digital Songs avec 204 000 téléchargements. La semaine suivante, Singles Ladies atteint la première place du Hot 100 avec 228 000 téléchargements et devient le 5e numéro 1 de Beyoncé, aux États-Unis. Restée numéro 1 pendant quatre semaines non consécutives, Single Ladies a été certifiée quatre fois disque de platine pour une mise en place de 4 millions de copies digitales vendues pour atteindre finalement les 4,84 millions de copies mais aussi un million supplémentaire certifié une fois disque de platine pour les copies vendues en sonnerie. Le titre s'est finalement vendu à plus de 10 millions d'exemplaires dans le monde.

## Anecdotes
Au MTV Video Music Awards 2009 alors que Single Ladies est nommé pour le meilleur clip d’une artiste féminine de l’année, c’est Taylor Swift pour You Belong with Me qui l’emporte. Alors que celle-ci fait son discours de remerciement, Kanye West prend le micro pour déclarer que Single Ladies est « l’un des meilleurs clips de tous les temps. »

## Récompenses
1. 2008 Chanson de l'année Rolling Stone
2. 2008 2e de la liste MTV des meilleures chanson de l'année 2008

| Cérémonie               | Prix                                                 | Résultat |
| ----------------------- | ---------------------------------------------------- | -------- |
| FUSE TV                 | Chanson de l'année                                   | Remporté |
| Kids' Choice Awards     | Chanson préférée                                     | Remporté |
| MTV Video Music Awards  | Clip de l'année                                      | Remporté |
| MTV Video Music Awards  | Meilleure Chorégraphie pour un clip                  | Remporté |
| MTV Video Music Awards  | Meilleur montage de clip                             | Remporté |
| Teen Choice Awards      | Meilleure chanson R&B                                | Remporté |
| BET Awards              | Meilleur clip                                        | Remporté |
| MOBO Awards             | Meilleur Clip                                        | Remporté |
| MTV Europe Music Awards | Meilleure vidéo                                      | Remporté |
| World Music Awards      | Chanson de l'année                                   | Nommée   |
| Grammy Awards           | Chanson de l'année                                   | Remporté |
| Grammy Awards           | Chanson R&B de l'année                               | Remporté |
| Grammy Awards           | Meilleure performance vocale féminine R&B de l'année | Remporté |

## Track listing
| Digital Remix EP 1. Single Ladies (Put a Ring on It) (Dave Aude Club Mix) - 8:24 2. Single Ladies (Put a Ring on It) (Karmatronic Remix) - 5:58 3. Single Ladies (Put a Ring on It) (Redtop Club Mix) - 6:59 4. Single Ladies (Put a Ring on It) (Redtop Dub) - 7:05 5. Single Ladies (DJ Escape & Tony Coluccio Club) - 6:58 6. Single Ladies (DJ Escape & Tony Coluccio Dub) - 6:11 7. Single Ladies (Lost Daze Dating Service Remix) - 6:52 8. Single Ladies (Craig C's Master Blaster Radio Remix) - 8:19 US Promo Remixes EP 1. Single Ladies (Put a Ring on It) (Dave Aude Club) - 8:24 2. Single Ladies (Put a Ring on It) (Dave Aude Radio) - 3:50 3. Single Ladies (Put a Ring on It) (Karmatronic Club) - 5:58 4. Single Ladies (Put a Ring on It) (Karmatronic Radio) - 3:47 5. Single Ladies (Put a Ring on It) (Redtop Club) - 6:59 6. Single Ladies (Put a Ring on It) (Redtop Dub) - 7:05 7. Single Ladies (Put a Ring on It) (Redtop Radio) - 3:36 8. Single Ladies (Put a Ring on It) (DJ Escape & Tony Coluccio Club) - 6:58 9. Single Ladies (Put a Ring on It) (DJ Escape & Tony Coluccio Dub) - 6:11 10. Single Ladies (Put a Ring on It) (DJ Escape & Tony Coluccio Radio) - 3:44 11. Single Ladies (Put a Ring on It) (Lost Daze Dating Service Remix) - 6:52 12. Single Ladies (Put a Ring on It) (Lost Daze Dating Service Radio) - 3:32 13. Single Ladies (Put a Ring on It) (Craig C's Master Blaster Remix) - 8:19 14. Single Ladies (Put a Ring on It) (Craig C's Master Blaster Radio) - 3:31 | CD Single 1. Single Ladies (Put a Ring on It) (Main) - 3:13 2. Single Ladies (Put a Ring on It) (Maurice Joshua Club Edit) - 3:44 3. Single Ladies (Put a Ring on It) (Maurice Joshua Club Mix) - 6:47 4. Single Ladies (Put a Ring on It) (Instrumental) - 3:11 5. If I Were a Boy - 4:10 UK CD Single 1. Single Ladies (Put a Ring on It)" 2. Single Ladies (Put a Ring on It)" (Redtop Remix) UK Promo CD Single 1. Single Ladies (Put a Ring on It) (Redtop Club) - 6:59 2. Single Ladies (Put a Ring on It) (My Digital Enemy Remix) - 6:39 3. Single Ladies (Put a Ring on It) (Olli Collins & Fred Portelli Remix) - 7:43 4. Single Ladies (Put a Ring on It) (The Japanese Popstars Remix) - 7:46 5. Single Ladies (Put a Ring on It) (Craig C's Master Blaster Remix) - 8:19 6. Single Ladies (Put a Ring on It) (Karmatronic Club) - 5:58 7. Single Ladies (Put a Ring on It) (Main) - 3:13 |

## Classement du titre
| Classement (2008r./2009r.)                      | Meilleure position |
| ----------------------------------------------- | ------------------ |
| Antilles néerlandaises - Bright top 40          | 2                  |
| Aruba - Arubas’s Top 20                         | 3                  |
| Australie - Australian Singles Chart            | 5                  |
| Brésil - Hot 100                                | 13                 |
| Canada - Canadian Hot 100                       | 2                  |
| Espagne - Spanish Singles Chart                 | 38                 |
| États-Unis Billboard Hot 100                    | 1                  |
| États-Unis Billboard Hot R&B/Hip-Hop Songs      | 1                  |
| États-Unis - U.S. Billboard Hot Dance Club Play | 1                  |
| États-Unis - U.S. Billboard Pop 100             | 3                  |
| Europe - Euro 200                               | 22                 |
| France - SNEP                                   | 1                  |
| Irlande - Irish Singles Chart                   | 4                  |
| Israël - Parada de Singles                      | 27                 |
| Pays-Bas - Dutch Top 100                        | 15                 |
| Nouvelle-Zélande - New Zealand Singles Chart    | 2                  |
| Pologne - PL Download Charts                    | 1                  |
| Pologne - Polish National Top 50                | 52                 |
| Suède - Sverigetopplistan                       | 59                 |
| Turquie - Turkey Top 20 Chart                   | 3                  |
| Royaume-Uni - UK Singles Chart                  | 7                  |
| Royaume-Uni - UK R&B Chart                      | 1                  |